# Квадратичная задача собственных значений
Квадратичная задача собственных значений (КЗСЗ) — это задача поиска скалярных собственных значений {\displaystyle \lambda }, левых и правых собственных векторов {\displaystyle y} и {\displaystyle x}, таких что
{\displaystyle Q(\lambda )x=0{\text{ и }}y^{\ast }Q(\lambda )=0,}
где функция (с матрицами в качестве значений) {\displaystyle Q(\lambda )=\lambda ^{2}A_{2}+\lambda A_{1}+A_{0}}, а коэффициенты являются матрицами {\displaystyle A_{2},\,A_{1},A_{0}\in \mathbb {C} ^{n\times n}}. Мы также требуем, чтобы {\displaystyle A_{2}\,\neq 0}. Имеется {\displaystyle 2n} собственных значений, которые могут быть конечными или бесконечными, а возможно и нулевыми. Задача является частным случаем нелинейной задачи собственных значений. Функция {\displaystyle Q(\lambda )} известна также как квадратный матричный многочлен.

## Приложения
КЗСЗ может быть получена в динамическом анализе структур, дискретизированных методом конечных элементов. В этом случае квадратный многочлен {\displaystyle Q(\lambda )} имеет вид {\displaystyle Q(\lambda )=\lambda ^{2}M+\lambda C+K}, где {\displaystyle M} является матрицей масс, {\displaystyle C} является матрицей затухания, а {\displaystyle K} является матрицей жёсткости.
Другими приложениями являются виброакустика и динамика жидкостей.

## Методы решения
Прямые методы решения стандартной или обобщённой задач собственных значений {\displaystyle Ax=\lambda x} и {\displaystyle Ax=\lambda Bx} основываются на преобразовании задачи к форме Шура или обобщённой форме Шура. Для квадратичных матричных многочленов, однако, аналогичной формы нет.
Одним из подходов является преобразование квадратичного матричного многочлена в линейный пучок матриц ({\displaystyle A-\lambda B}) и решение обобщённой задачи собственных значений. После того, как собственные значения и собственные вектора линейной задачи определены, можно найти собственные значения и собственные вектора квадратичной задачи.
Наиболее часто используется линеаризация
{\displaystyle L(\lambda )=\lambda {\begin{bmatrix}M&0\\0&E_{n}\end{bmatrix}}+{\begin{bmatrix}C&K\\-E_{n}&0\end{bmatrix}},}
где {\displaystyle E_{n}} — {\displaystyle n\times n} единичная матрица, вместе с собственным вектором
{\displaystyle z={\begin{bmatrix}\lambda x\\x\end{bmatrix}}.}
Мы решаем уравнение {\displaystyle L(\lambda )z=0} по {\displaystyle \lambda } и {\displaystyle z}, например вычисляя обобщённую форму Шура. Затем мы можем взять первые {\displaystyle n} элементов вектора {\displaystyle z} в качестве собственного вектора {\displaystyle x} исходной квадратичной функции {\displaystyle Q(\lambda )}.